# 庆善寺
庆善寺位于中华人民共和国陕西省渭南韩城市金城街道金城大街中段163号，俗称东寺。

## 历史
庆善寺始建于唐贞观二年（628），北宋至和元年（1054）重修并赐额，清乾隆十八年（1753）、光绪二十一年（1895）重修（分别据《重修庆善寺大佛殿碑记》碑和梁架上的修缮题记）。

## 建筑
庆善寺今建筑仅存面阔五间、进深八椽袱的大佛殿，歇山顶，斗栱为六铺作，出双抄，重拱计心造，为韩城境内现存最大的古建筑单体。民国时曾为县参议会所在地，称中山堂，1949年后为举行重大会议的礼堂，称群众堂，后一度作为韩城市招待所，2008年10月恢复为宗教活动场所，2010年8月至2011年1月重修并重建山门等。现任方丈为首愚法师（释宏善）。
此外，在安居寨外东北有金大定十八年（1178）庆善寺僧墓群，1986年发现并清理 。

## 保护
2003年9月24日，庆善寺大佛殿由陕西省人民政府公布为第四批陕西省文物保护单位，编号4-3-14。
2013年3月5日，庆善寺大佛殿由中华人民共和国国务院公布为第七批全国重点文物保护单位，编号7-1430-3-728。